# Cha mẹ đỡ đầu

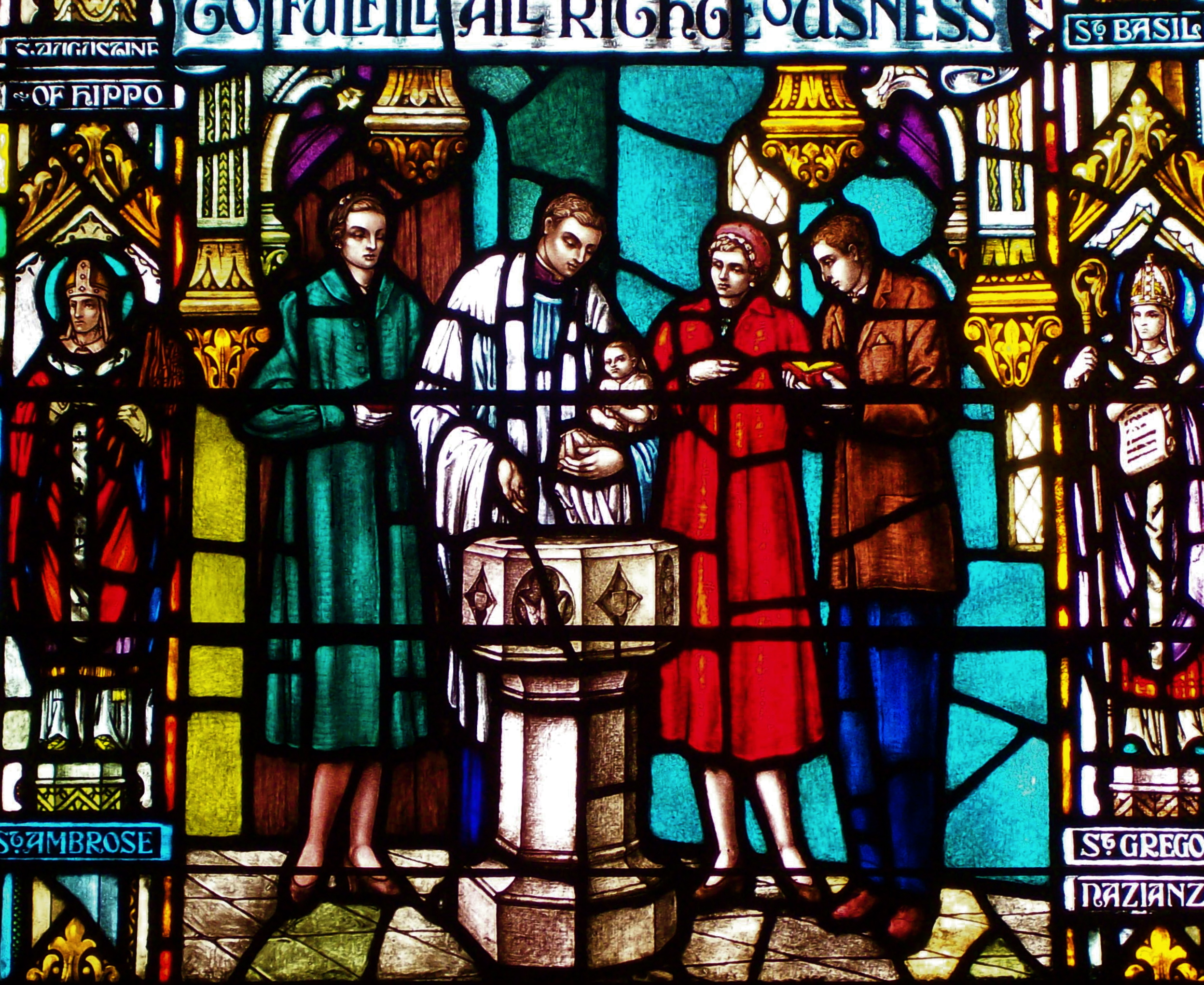
Chi tiết từ "Cửa sổ rửa tội" tại Nhà thờ Giám mục St. Mary ở Memphis, Tennessee, cho thấy cha mẹ đỡ đầu từ giữa thế kỷ 20.

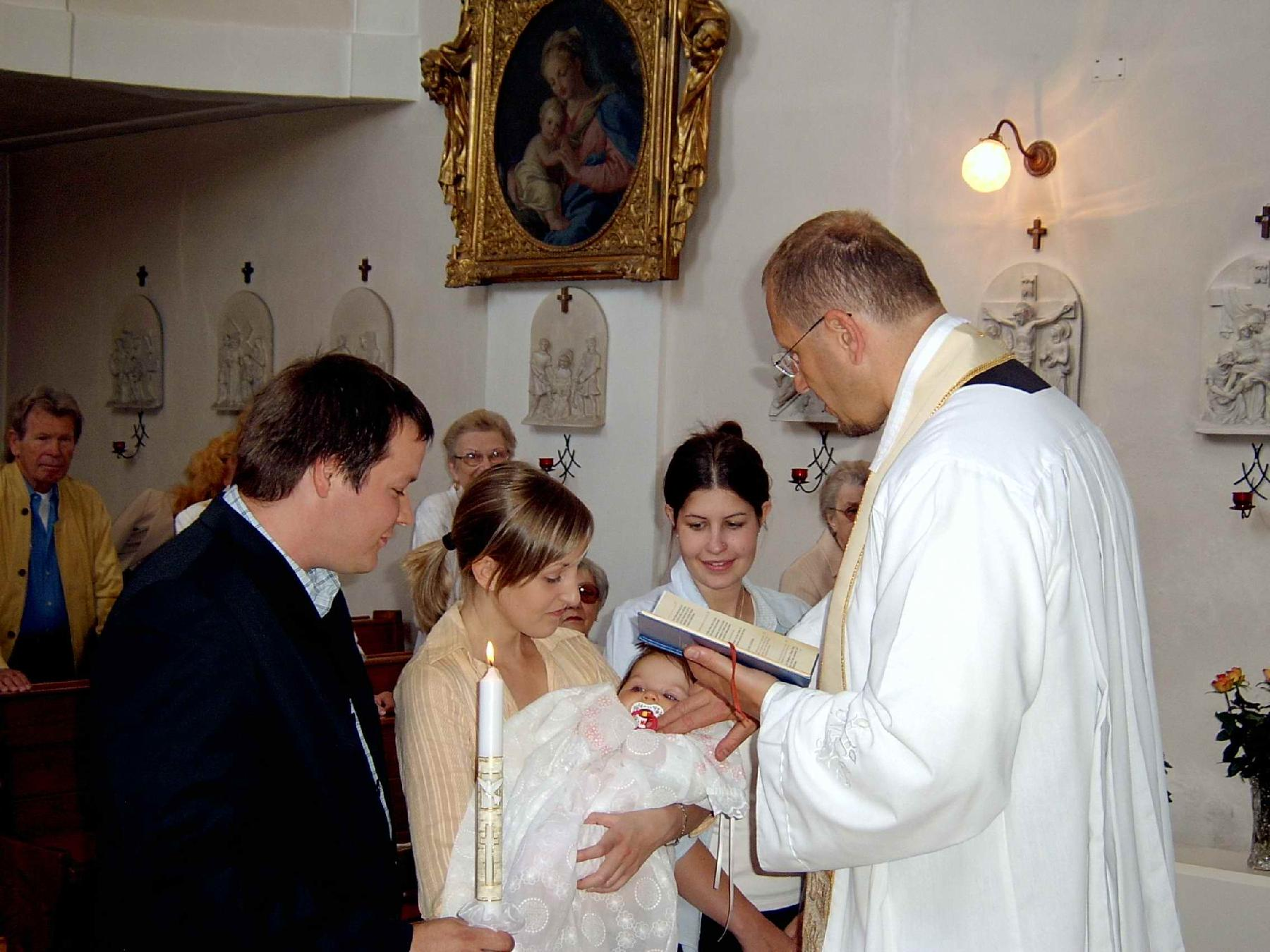
Một linh mục Công giáo La Mã rửa tội cho một đứa trẻ.

Cha đỡ đầu hay mẹ đỡ đầu (còn được gọi là người  trợ bảo ), trong nhiều hệ phái của Kitô giáo, là người làm chứng cho việc rửa tội của một đứa trẻ và sau đó sẵn sàng giúp đỡ chúng như việc dạy giáo lý, cũng như việc định hình tâm linh suốt đời của chúng. Trước đây, ở một số quốc gia, vai trò mang một số nghĩa vụ pháp lý cũng như trách nhiệm tôn giáo. Theo cả quan điểm tôn giáo và dân sự, cha mẹ đỡ đầu có xu hướng là một cá nhân được cha mẹ ruột lựa chọn để quan tâm đến quá trình nuôi dạy và phát triển cá nhân của đứa trẻ, đưa ra lời khuyên nhủ hoặc yêu cầu quyền giám hộ hợp pháp của đứa trẻ nếu có bất cứ điều gì xảy ra với cha mẹ ruột. Người đỡ đầu nam là cha đỡ đầu, và người đỡ đầu nữ là mẹ đỡ đầu. Đứa trẻ được gọi là con đỡ đầu.